# Interceptie (sport)

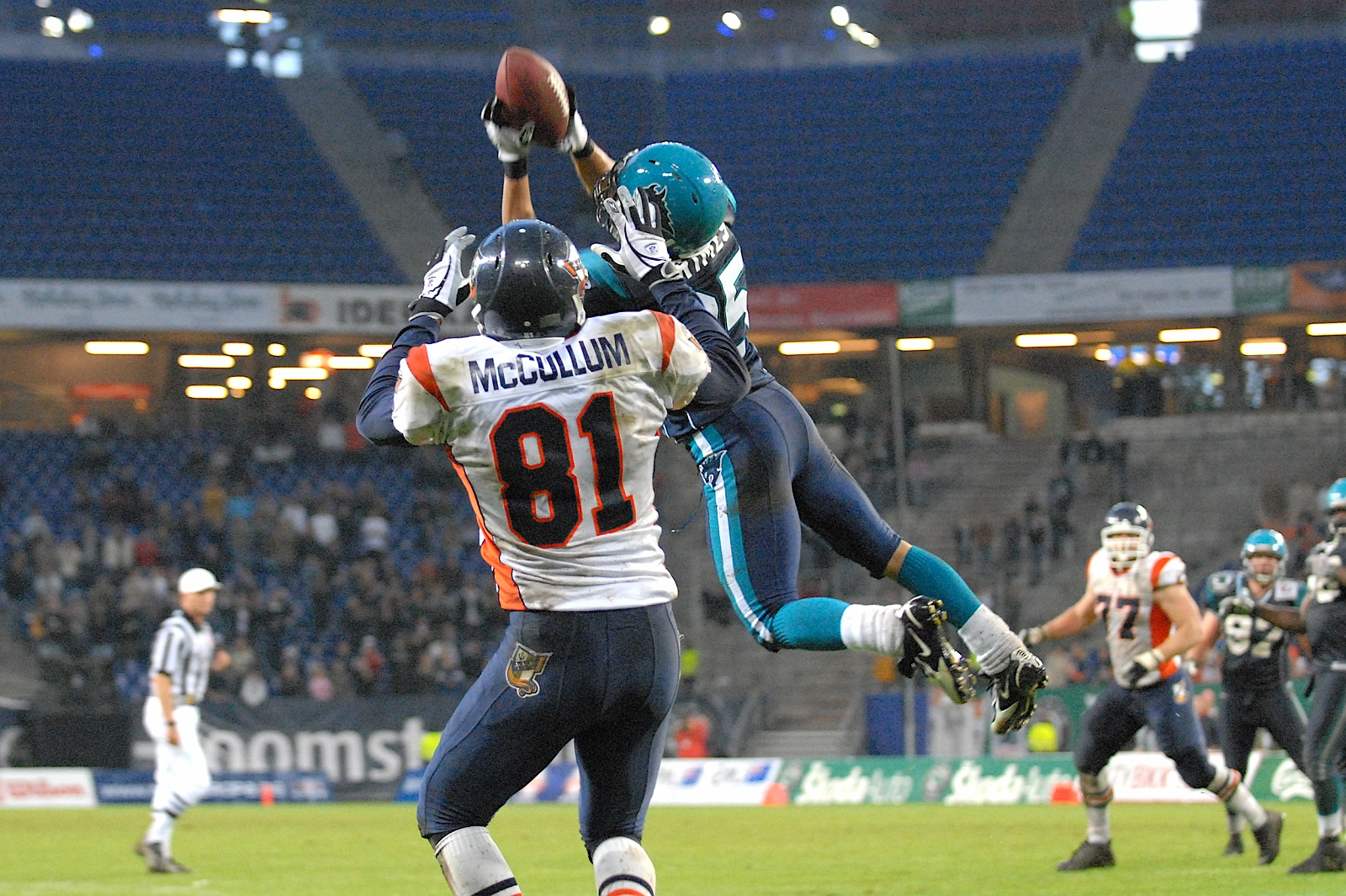
Brent Grimes van de Hamburg Sea Devils met een pass-interceptie

In competitieve balsporten is een interceptie een onderschepping van de bal door de ene partij als die gepasst werd door de tegenpartij. Meestal krijgt het team die de interceptie doet daarmee ook het balbezit. Een interceptie komt vaak voor in verschillende soorten football: American football, Canadian football, Australian football en Gaelic football. Ook in andere sporten, zoals voetbal en rugby komen intercepties voor.

## American/Canadian football
In American of Canadian football komt een interceptie voor wanneer een voorwaartse pass onderschept wordt door een tegenstander. Dit leidt tot een onmiddellijke verandering van het balbezit: de verdediger die de interceptie maakte neemt meteen de rol aan van aanvaller en probeert de bal zo ver mogelijk naar de end zone van de tegenstander te brengen. Na het stopzetten van het spel, als de interceptor het balbezit heeft kunnen behouden, neemt zijn team het balbezit over.